# Verkiezingen voor het Europees Parlement 1999/Kandidatenlijst/Lijst-Sala
Hieronder volgt de kandidatenlijst voor de Europese Parlementsverkiezingen 1999 van Lijst-Sala.

## De lijst
1. Luc Sala